# ۹۵۵ (خورشیدی)
۹۵۵ نهصد و پنجاه و پنجمین سال هجری خورشیدی است.

## رویدادها
- آغاز پادشاهی شاه اسماعیل دوم صفوی با تاجگذاری در قزوین

## درگذشتگان
- ۲۴ اردیبهشت - شاه طهماسب یکم، (زاده: ۸۹۲)